# Mikrocytoza
Mikrocytoza – stan hematologiczny charakteryzujący się występowaniem we krwi krążącej mikrocytów, tzn. małych krwinek czerwonych o średnicy mniejszej od wartości uznawanych za normę, a więc mniejszej lub równej 6 mikrometrów. Średnia objętość takich krwinek (MCV) wynosi mniej niż ok. 80 fl (wartość zależna od laboratorium). 
Pojawienie się mikrocytów nie jest stanem chorobowym, lecz wyrazem zakłócenia procesu erytropoezy. Mikrocyty występują w:
- prawidłowej krwi – do 10%
- stanach niedoboru żelaza[3]
- niedokrwistościach towarzyszących chorobom przewlekłym (czasami)[3]
- niedokrwistości syderoachrestycznej
- talasemiach
- niektórych hemoglobinopatiach
- stanach niedożywienia
- niedoborach miedzi
- przewlekłym zatruciu aluminium
- przewlekłym zatruciu ołowiem
- stanach niedoboru witaminy B6
- zaburzeniach syntezy hemu
- zaburzeniach syntezy porfiryn
- zaburzeniach syntezy globiny